# All About Eve (band)
All About Eve was een Britse indierockband.

## Bezetting
Laatste bezetting
- Julianne Regan[2] (zang, gitaar)
- Andy Cousin[3] (basgitaar)
- Toni Haimi[4] (gitaar)
- Ben Savigear[5] (drums)

Voormalige leden
- Marty Willson-Piper[6] (gitaar, zang, 1991–1993; 2000–2002)
- Tim Bricheno[7] (gitaar, tot 1991)
- Mark Price[8] (drums)
- Del Hood[9] (drums)
- James Richard Jackson[10] (gitaar)
- Manuela Zwingman[11] (drums)
- Rik Carter[12] (keyboards)

## Geschiedenis
Het uitgangspunt van de band was de muziekjournaliste Julianne Regan uit Coventry. Tijdens een interview voor het tijdschrift 'Zig-Zag' kwam de verbinding met de band Gene Loves Jezebel tot stand. Daar stapte ze in als bassiste. Uiteindelijk kreeg ze ambities als zangeres en was ze onder andere achtergrondzangeres bij The Mission. Die moedigden haar aan om een eigen band te formeren. Aanvankelijk probeerde ze het met de drumster Manuela Zwingman onder de naam Swarm, voordat ze samenging met Tim Bricheno en Andy Cousin, die voorheen hadden gespeeld bij Aemotti Crii. Samen met Mark Price formeerden ze All About Eve.
The Mission stak hun een hart onder de riem, door hen regelmatig te verplichten als voorband. Bij het indie-label Eden brachten ze hun eerste singles uit. Toen ze zich met songs als Flowers in Our Hair en In the Clouds plaatsten in de Britse hitlijst, werden ze in 1987 gecontracteerd door Mercury Records. In het opvolgende jaar verscheen daar hun gelijknamige debuutalbum, waarmee ze in de top 10 kwamen. Het album bleef een half jaar in de hitlijst en werd onderscheiden met goud. Meerdere songs van het album plaatsten zich in de top 40 van de singlehitlijst met als grootste hit Martha's Harbour (#10). Het album werd geproduceerd door Paul Samwell-Smith, medeoprichter van The Yardbirds, die hun oorspronkelijk in de gothic rock van The Mission en Siouxsie Sioux liggende wortels richting alternatieve rock en pop verder ontwikkelde. Samwell-Smith produceerde ook het navolgende album Scarlet and Other Stories, dat werd uitgebracht in de herfst van 1989 en net zo succesvol was als het debuutalbum. Opnieuw was er een top 10-klassering en meerdere top 40-hits.
Tijdens deze periode had zich een persoonlijke betrekking ontwikkeld tussen Regan en Bricheno en toen deze op de klippen liep, verliet de gitarist de band. Hij voegde zich later bij The Sisters of Mercy. Hij werd vervangen door Marty Willson-Piper van The Church. Met de omzetting veranderde ook de muzikale oriëntatie van de band. De zich veranderende muzieksmaak volgend, lieten ze de gothicmuziek achter zich en ontwikkelden ze zich tot een indie-gitaarpopband. Hun derde album Touched by Jesus werd geproduceerd door Warne Livesey en verscheen in 1991. Ondanks de modernisering bleef het succes vooralsnog achter ten opzichte van het begin.
Nadat de band met de nieuwe oriëntering niet tevreden was, voltrok zich bij All About Eve opnieuw een verandering, deze keer richting shoegaze en dreampop. Omdat er onenigheid met het label was ontstaan, verscheen het vierde album Ultraviolet in 1992 bij MCA Records. De fans volgden hen echter niet meer en dus misten zowel het album als de enige hitsingle Some Finer Day de top 40. Derhalve werd de band een weinig later ontbonden.
In de jaren daarna concentreerden de leden zich op verschillende projecten. Julianne Regan richtte onder andere het project Mice op, dat onderdeel was van het duo Jules et Jim en zong bij Fairport Convention. Toen Wayne Hussey in 1999 de tussentijds ook ontbonden band The Mission weer in ere herstelde, vroeg hij hen of ze hem opnieuw wilden vergezellen op diens tournee. Daarna kwam ook All About Eve weer samen en waren deze in de opvolgende jaren vooral als liveband werkzaam. Ze brachten een reeks livealbums uit. Ook de bezetting wisselde en bij het vijfde studioalbum Cinemasonic waren alleen nog Regan en Cousin over van de oorspronkelijke bezetting. Drummer Mark Price, die later bij Right Said Fred en Del Amitri speelde, behoorde onder andere nu en dan bij de band. Met de song Let Me Go Home hadden ze in 2004 een laatste hit. Nog in hetzelfde jaar kregen de overgebleven beide leden ruzie en werd de band opnieuw ontbonden.

## Discografie

### Singles
- 1987:	Our Summer
- 1987:	Flowers in Our Hair
- 1987:	In the Clouds
- 1988:	Wild Hearted Woman
- 1988:	Every Angel
- 1988:	Martha’s Harbour
- 1988:	What Kind of Fool
- 1989:	Road to Your Soul
- 1989:	December
- 1990:	Scarlet
- 1991:	Farewell Mr Sorrow
- 1991:	Strange Way
- 1991:	The Dreamer
- 1992:	Phased (ep)
- 1992:	Some Finer Day
- 2004:	Let Me Go Home

### Albums
- 1988:	All About Eve
- 1989: Live at Brixton Academy
- 1989:	Scarlet and Other Stories
- 1991:	Touched by Jesus
- 1992:	Ultraviolet
- 1992: Taken from Ultraviolet
- 1993: BBC Radio One: Live in Concert (opgenomen in 1989 bij het Glastonbury Festival)
- 2000: Fairy Light Nights: Live Acoustic
- 2001: Live at Union Chapel
- 2001: Unplugged
- 2001: Fairy Light Nights, Vol. 2 [live]
- 2002: Live and Electric at Union Chapel
- 2002: Iceland
- 2003: Live at Brixton
- 2003: Cinemasonic
- 2003: Acoustic Nights